# Winchester Model 1886
Winchester Модель 1886 важільна магазинна гвинтівка розроблена Джоном Браунінгом під найпотужніші на той час набої. Спочатку гвинтівка заряджалася набоями .45-70, .45-90 WCF та .40-82 WCF, пізніше додали майже дюжини великих калібрів, в тому числі .50-110 Winchester. Незважаючи на те, що спочатку зброя були розроблена під набої з димним порохом, ударно-спусковий механізм був настільки міцний, що з мінімальними змінами можна було використовувати набої з бездимним порохом. Тому з 1903 року гвинтівка змогла стріляти набоями з бездимним порохом .33 WCF.

## Історія
Модель 1886 продовжила тенденцію використання важчих набоїв і отримала абсолютно новий та значно міцніший затвор ніж важільна Модель 1876. Вона була розроблена Джоном Мозесом Браунінгом, який довго і плодотворно працював з Вінчестером з 1880-х до початку 1900-х. Деякі покращення в оригінальну конструкцію вніс Вільям Мейсон. Багато в чому Модель 1886 була справжньою американською експрес-гвинтівкою, оскільки вона могла заряджатися потужними тогочасними набоями з димним порохом. З неї можна було стріляти не лише набоями .45-70, але й .45-90, а також потужними .50-110 Express "buffalo". Затвор був досить міцних, а тому для використання набоїв з бездимним порохом потрібно було лише замінити ствол на нікелево-сталевий, а в 1903 році гвинтівку переробили для стрільби високошвидкісними набоями .33 WCF.
На ранніх етапах Першої світової війни, Королівський льотний корпус замовив гвинтівки Модель 1886, які заряджалися набоями .45-90 Sharps зі спеціальними запалювальними кулями розробленими для запалювання водню в німецьких дирижаблях.
В 1935 році компанія Вінчестер представила дещо модифіковану гвинтівку M1886 під назвою Model 71, яка заряджалася більш потужним набоєм .348 Winchester.
Незабаром після представлення Моделі 1886, Браунінг розробив зменшену версію УСМ 1886 для менших набоїв подвійної дії, яка отримала назву Winchester Model 1892.
Модель 1886 пропонували під рідкісний рушничний набій 32-калібру. Ці гвинтівки отримали новій стволи та патронники під рушничний набій 32-калібру.